# Темлаг
Темла́г (Те́мниковский исправи́тельно-трудово́й ла́герь) — подразделение в системе исправительно-трудовых учреждений СССР.

В начале 1930-х годов было принято решение об организации нескольких исправительно-трудовых лагерей в богатых лесом западных районах Мордовской АССР. Для управления ими 6 июня 1931 года был образован Темлаг. Лагерное управление дислоцировалось в посёлке Явас Зубово-Полянского района Мордовской АССР.
Сотрудник леспромхозов, а позднее политический заключенный А. А. Григоров вспоминал:

Ввиду постоянного невыполнения планов рядом леспромхозов, в том числе и самым крупным – Темниковским, состоявшим из 12 первоклассных лесничеств и расположенным в пределах Мордовской АССР: Зубово-Полянский, Виндреевский, Темниковский районы МАССР и Кадомский район Московской области <ныне в Рязанской области>, – А. П. Ногтев, пользуясь своим положением, решил на его территорию перебросить с севера один из ИТЛ Гулага, и 17 мая 1931 г. было положено основание известному «Темлагу», расположившемуся на территории Темниковского леспромхоза. Этот леспромхоз состоял, как сказано выше, из 12 образцовых лесничеств, а его владения с юга ограничивались железнодорожной линией Казанской железной дороги со станцией Потьма. От этой железной дороги была ещё в 1915 г. проложена ширококолейная ветка железной дороги до станции Молочница, где был построен лесопильный завод. В 1928–1930 гг. эта ветка была продолжена до 36 км, где обосновалось управление Темлага, а станция получила название «Перековка». Там же, вблизи этой станции, на реке Явас был построен завод – один из «гигантов 1-й пятилетки» (один из 518 построенных в 1-ю пятилетку заводов и фабрик). Этот завод, равно как и завод на станции Молочница, был тоже передан Темлагу.
Лагерь находился в оперативном подчинении первоначально ГУЛаг ОГПУ и ПП ОГПУ, с 1935 года — ГУЛаг НКВД.
Как писал А. А. Григоров к 1935 году все лестничества, кроме четырех, были преобразованы в лагпункты, их число было около 30, только Виндреевский с лесозаводом того же наименования, Парцинский на реке Парце, Кочемировский,  Староужовский участки и две большие конные базы, Виндреевская и Анаевская оставались «вольными». 
Реорганизован 12 октября 1948 года в Особый лагерь № 3. Хозяйство Темлага было передано Дубравлагу и Промкомбинату ГУЛага (впоследствии выделен в производственную структуру, не имевшую лагерных подразделений, «Темниковский комбинат ГУЛАГа»).

## Производство
- Лесозаготовки (основной вид деятельности до 12.10.1940. Начиная с 12 октября 40-го года Темниковский лесозаготовительный лагерь реорганизован в промышленный по производству товаров широкого потребления. Предприятия, производящие товары  широкого потребления, были и раньше в составе лагеря, но с октября 1940 года они выходят на первый план. Лесозаготовки, как неосновное производство, упоминались вплоть до 1942–1943 годов)
- Постройка вторых путей железной дороги Рязань — Потьма (с 16.11.1932),
- Унже-Ветлужской железнодорожной ветки[2]
- Производство специальной тары для боеприпасов (1942)
- Производство товаров ширпотреба,  в том числе: швейное (в 1942–1943 гг. также пошив обмундирования для Красной Армии), трикотажное, деревообрабатывающее, обувное, лесное, лесохимическое, пеньково-джутовое (в 1942 г. также производство спецукупорки для боеприпасов)
- сельское хозяйство,
- обслуживание Промкомбината ГУЛАГа, в который входили швейные фабрики, деревообделочные заводы (выпускаемый ассортимент: шахматы, шашки, мебель, футляры к радиоприемникам), лесозаготовительные участки.

## Численность заключённых
Максимальная численность заключённых зарегистрирована 1 января 1933 года — 30 978 человек.
| Дата           | численность | Дата           | численность |
| -------------- | ----------- | -------------- | ----------- |
| декабрь 1931   | 17 000      | 1 января 1941  | 17 865      |
| 1932           | 22 166      | 1 июля 1941    | 16 925      |
| 1933           | 30 978      | 1 января 1942  | 15 391      |
| 1 января 1934  | 25 541      | 1 апреля 1942  | 14 343      |
| 1 января 1935  | 30 912      | 1 января 1943  | 14 896      |
| 1 января 1936  | 20 974      | январь 1944    | 11 688      |
| 1 января 1937  | 25 544      | январь 1945    | 12 859      |
| 1 января 1938  | 17 921      | 1 января 1946  | нет данных  |
| 1 октября 1938 | 20 774      | 1 января 1947  | 15 803      |
| 1 января 1939  | 22 821      | 1 января 1948  | 19 419      |
| 1 января 1940  | нет данных  | 1 августа 1948 | 13 877      |

Доля политических заключённых в Темлаге менялась по годам: в 1938 году (данные на 1 октября) их было 33,7 % (6 996 человек) осуждённых по 58 статье за так называемые «контрреволюционные преступления», еще 23,2% (4 816 человек) составляли осуждённые как СОЭ и СВЭ, среди которых также было много политзаключённых; в 1942 году (данные на 1 января - 44,7% (6879 человек) и в 1943 году (данные на 1 января) — 32,0 % (4 765 человек). 
В Темлаге было и женское лаготделение. В апреле 1942 года в нём содержалось 4867 заключённых женщин (33,9 % от общего числа заключённых), в январе 1943 года — 6204 (41,6 %, почти половина) и в августе 1948 — 4371 (31,5%).

## Начальники лагеря
- Сенкевич Эдуард Иосифович, с 01.08.1931 по 17.09.1931
- Зубков Сергей Макарович, с 19.03.1932 — не ранее 27.03.1933
- Тизенберг Эмиль Юрьевич, с 22.08.1933 по 25.12.1934
- Македонский ?. ?. (упом. 20.03.1935)
- Израилев Александр Николаевич, с 13.04.1935 по 14.11.1936
- Долин  Михаил Львович, врид нач. с 14.11.1936, нач., с 15.04.1937 по 10.12.1938
- кап. ГБ Каневский  Ефим Эммануилович, с 10.12.1938 по 10.05.1939
- кап. ГБ Большеменников Б. П., с 25.06.1939 по 14.09.1939
- кап. ГБ Паперман Вениамин Моисеевич, (с 14.09.1939  по 1.05.1940).
- кап. ГБ Житомирский Исаак Семёнович, с 01.05.1940 по 04.04.1942
- Кадышев ?. ?. (упом. 15.08.1941)
- кап. (полк.) ГБ Карпов Иван Яковлевич, с 22.05.1942 по 26.10.1943
- майор ГБ Кузнецов И.М., врио с 07.10.1943 по 27.12.1943
- п/п ГБ (полк.) Цывьян Григорий Яковлевич, с 09.12.1943 по 11.10.1948
- зам. нач. — кап. ГБ Виньке Карл Иванович (упом. 14.06.1942)
- Чебан Алексей Петрович — по 27.04.1948

## Комментарии
1. ↑  Насколько известно, такого района не было. Вероятно, речь идёт о Торбеевском районе.